# Miss 17
Miss 17 fue una revista destinada al público adolescente-juvenil chileno, en especial a las mujeres. Además, existió un concurso de belleza del mismo nombre destinado a las adolescentes entre 14 y 17 años de edad, donde la ganadora más recordada es Claudia Conserva, quien hasta el día de hoy se desempeña como presentadora de televisión en Chile. Cabe señalar que Miss 17 trabajaba en conjunto con la Academia Milano Models desde el 2004 para enseñar y preparar a las nuevas reinas de belleza.

## Origen
La revista editó su primer número el 28 de junio de 1989, en ese entonces era una de las revistas favoritas de las adolescentes chilenas[cita requerida] y circuló por todo Chile en forma quincenal, para más tarde pasar a ser mensual.
Entre sus secciones se encontraban moda, consejos de belleza, test para mujeres, entrevistas a artistas nacionales e internacionales, noticias del espectáculo, cuentos románticos, carteles de los ídolos juveniles del momento, secciones de horóscopo entre otras.

## Transmisiones por televisión
Entre 1989 y 1992 el concurso fue transmitido por Televisión Nacional de Chile, con la conducción de Antonio Vodanovic, y en 1999, se realizó en el estudio del programa Corazón Partío. Megavisión lo hizo entre 1994 y 1997 conducido por el mismo Vodanovic, y en 1998, 2002 y 2004 mediante especiales del programa Mekano, y Canal 13 en 1993 realizado en el programa estelar Martes 13.  También en el canal de cable Zona Latina entre 2005 y 2007. Las últimas ediciones del concurso fueron animadas por Javier Castillo y Faloon Larraguibel y la dupla de Karol Lucero con Catalina Vallejos.

## Ganadoras del Concurso Miss 17
| Año       | Ganadora                             |
| --------- | ------------------------------------ |
| 1989      | María Patricia Larraín Benoit        |
| 1990      | Claudia Marcela Conserva Pérez       |
| 1991      | Verónica Gina Calabi Guzmán          |
| 1992      | María Loreto Pons Porcile            |
| 1993      | Claudia Giovannina Jiménez Inocencio |
| 1994      | Liliana Schnaidt                     |
| 1995      | Michelle de Rurange                  |
| 1996      | Francesca Angélica Sovino Parra      |
| 1997      | Christianne Nielsen                  |
| 1998      | Estefanía Carolina Rodriguez Wahl    |
| 1999      | Verónica Roberts Olcay               |
| 2000-2001 | Deisy Zamorano                       |
| 2002-2003 | Mery Salas Flores                    |
| 2003-2004 | Paula Díaz Espinoza                  |
| 2004-2005 | Nicole Simon Budge                   |
| 2005-2006 | Paulina Molina                       |
| 2006      |                                      |
| 2007      | Andra Mihaela Ticu                   |
| 2008      |                                      |
| 2009      | Sofía De Ugarte                      |
| 2010      |                                      |
| 2011      | Valentina Arellano Ochoa             |
| 2012      |                                      |
| 2013      | Javiera Larraín                      |
| 2014-15   | Constanza Araya                      |
| 2015-16   | Catalina Manríquez                   |

## Eslóganes
| Periodo   | Eslóganes                            |
| --------- | ------------------------------------ |
| 1989-1991 | La revista joven para la joven mujer |
| 1992-2009 | La revista joven                     |

## Cierre y remate
Su último número se publicó en noviembre de 2015 con motivo del cierre de su editorial.[cita requerida] El 30 de noviembre del 2016, Juan Ignacio Oto Larios vendió Miss 17 a un empresario, un año después de la quiebra de Holanda Comunicaciones, empresa editorial que editaba la revista (y otras como TV Grama, Vea y Ercilla) y organizaba el concurso de belleza, en el cual su última ganadora fue Catalina Manríquez por mayoría de votos del público y unanimidad en el jurado, sin embargo, la gala de cierre no fue llevada a cabo producto de la quiebra.

Gracias totales a todas nuestras seguidoras. Luchen por sus sueños, un abrazo Gigante de #Miss17
Miss 17, 1 de diciembre de 2015.